# 伍詠詩
伍詠詩（英語：Ng Wing Sze，1997年1月2日—），香港女演員，2015年演出《鮮浪潮》大獎獨立短片作品《若男》而出道，其後獲杜琪峰導演發掘，加入其由朱淑儀任經理人的演藝公司。曾參演電影《對倒》和《熱血合唱團》等，及後更參演電視劇，MV，廣告等。

## 演出

### 電視劇（ViuTV）
- 2020年：《男排女將》 飾 Moon
- 2021年：《太平紋身店》 飾 孟璇
- 2022年：《冥冥之中》 飾 小白
- 2023年：《Food Buddies》 飾 Belle
- 2024年：《十七年命運週期》 飾 社工Wing
- 2025年：《老是常出現》 飾 班班（Brittany）
- 2025年：《三命》飾 陳家瑩

### 電視劇（奇妙電視）
- 2017年：《熱戀100天》 飾 黃嘉祺

### 電視節目演出（ViuTV）
- 2021年：《家務戰場》

### 電影
- 2018年：《對倒》 飾 孫慧語
- 2019年：《墮胎師》 飾 Kiki
- 2020年：《熱血合唱團》 飾 李韻兒
- 2021年：《拆彈專家2》 飾 護士
- 2021年：《七人樂隊》 飾 OL
- 2021年：《神探大戰》 飾
- 2021年：《失衡凶間》 飾 Alice
- 2023年：《命案》 飾 祖
- 2023年：《七月返歸》 飾 社工
- 2023年：《說笑之人》 飾 阿May
- 2024年：《飯戲攻心2》 飾 金毛玲
- 2025年：《送院途中》
- 未播映：《電競女孩》
- 未播映：《尋秦記》

### MV
- 2019年：《你可能未必不喜歡我》許廷鏗
- 2021年：《隱形人》關智斌
- 2021年：《沒明日的恐懼》C AllStar
- 2022年：《身後身》周國賢
- 2022年：《Got U》陳卓賢
- 2023年：《仍然未說的》I Love U Boyz

### 短片
- 2015年：鮮浪潮《若男》 飾 若男
- 2016年：鮮浪潮《離家不遠》
- 2020年：二細組《檸檬·牛奶》
- 2020年：零製導《出殃》
- 2023年：《掰迷你倉》

## 獎項
| 年份   | 作品     | 獎項                     | 入圍者             | 結果 |
| ------ | -------- | ------------------------ | ------------------ | ---- |
| 2018年 | 《對倒》 | IndieFEST 優秀演出女主角 | 伍詠詩（飾孫慧語） | 獲獎 |

## 網頁
- 伍詠詩的新浪微博
- 伍詠詩的Facebook專頁
- 伍詠詩的Instagram帳戶